# Bojan Popović
Bojan Popović nacido el 13 de febrero de 1983 en Belgrado, antigua Yugoslavia), es un jugador serbio de baloncesto que ha militado en varios clubes europeos de élite y la Liga ACB, la Selección de baloncesto de Serbia y actualmente juega en el Trefl Sopot.
En la cancha ocupa la posición de base y mide 1,90 metros de altura.

## Trayectoria
- 2003-05 FMP Zeleznik.  Yugoslavia
- 2005-07 MBC Dinamo Moscú.  Rusia
- 2007-08 Unicaja Málaga.  España
- 2008-09 San Sebastián Gipuzkoa Basket Club.  España
- 2009-10 BC Lietuvos Rytas.  Lituania
- 2010 Efes Pilsen SK.  Turquía
- 2010 KK Partizan.  Yugoslavia
- 2010-11 Cajasol Sevilla.  España
- 2011 Meridiano Alicante.  España
- 2011 Estrella Roja.  Serbia
- 2013	PBC Lukoil Academic.  Bulgaria
- 2014	CSU Asesoft Ploieşti.  Rumania
- 2015–	Trefl Sopot.  Polonia

## Palmarés
- Campeón de la Copa de Yugoslavia con el BC Reflex Belgrado en la temporada 2002-03.
- Medalla de Oro con la Selección Universitaria de Serbia y Montenegro en el Mundial Universitario de 2003.
- Subcampeón de la Copa de Serbia y Montenegro con BC Reflex Belgrado en la temporada 2003-04.
- Campeón de la Liga Adriática con el BC Reflex Belgrado en la temporada 2003-04.
- Campeón de la Copa de Serbia y Montenegro con BC Reflex Belgrado en la temporada 2004-05.
- Campeón de la Copa ULEB con el Dynamo de Moscú en la temporada 2005-06.
- Medalla de Plata en el Eurobasket 2009 de Polonia con la Selección de Serbia.

## Selección nacional
- Internacional con la Selección Sub-20 de Yugoslavia.
- Internacional con la Selección Universitaria de Serbia y Montenegro.
- Internacional con la selección absoluta de Serbia y Montenegro.